# Ōshima-gun (Kagoshima)

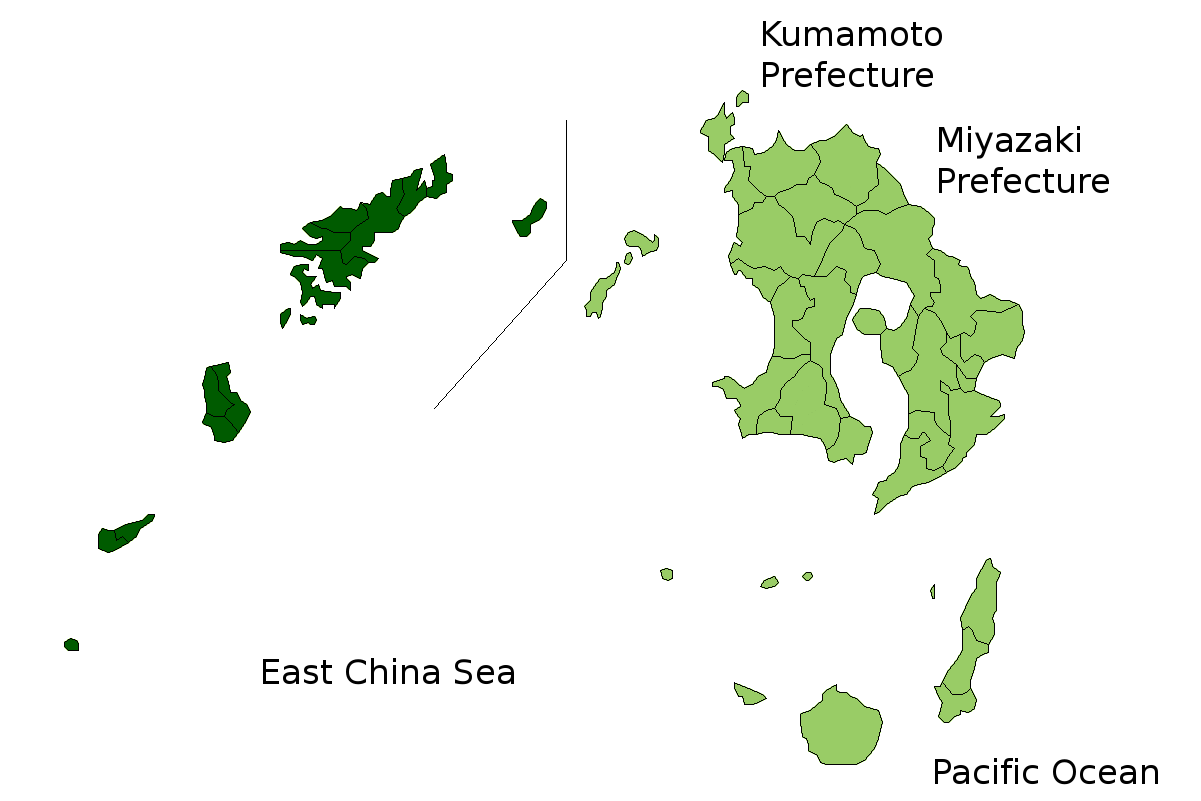
Karte von Ōshima-gun

Ōshima-gun (japanisch 大島郡, -gun) ist der Name eines japanischen Landkreises (-gun) in der Präfektur (-ken) Kagoshima in der südlichsten der japanischen Regionen, Kyūshū. Wie alle Landkreise ist Ōshima seit der Auflösung von Kreisverwaltung und Kreistag in den 1920er Jahren keine Verwaltungseinheit mehr, nur noch eine geographische und statistische Einheit.
Ōshima-gun umfasst die Gemeinden der Amami-Inseln (zehn Städte -chō und drei Dörfer -son) sortiert von Norden nach Süden:
| Insel           | Gemeinden                                                   | Einwohner (2020 / Reiwa 2) | Fläche [km²] |
| --------------- | ----------------------------------------------------------- | -------------------------- | ------------ |
| Amami-Ōshima    | Sumiyō-son, Tatsugō-chō, Yamato-son, Uken-son, Setouchi-chō | 57.511                     | 712,82       |
| Kikaijima       | Kikai-chō                                                   | 6.629                      | 56,94        |
| Edateku-jima    | Uken-son                                                    | 0                          | 5,81         |
| Kakeroma-jima   | Setouchi-chō                                                | 1.080                      | 77,39        |
| Eniyabarejima   | Setouchi-chō                                                | 0                          | 0,31         |
| Sukomobanare    | Setouchi-chō                                                | 0                          | 0,94         |
| Yoroshima       | Setouchi-chō                                                | 70                         | 9,35         |
| Ukeshima        | Setouchi-chō                                                | 77                         | 13,34        |
| Kiyama-jima     | Setouchi-chō                                                | 0                          | 0,34         |
| Hanmya-jima     | Setouchi-chō                                                | 0                          | 0,13         |
| Tokunoshima     | Amagi-chō, Tokunoshima-chō, Isen-chō                        | 21.803                     | 247,92       |
| Okinoerabu-jima | Wadomari-chō, China-chō                                     | 11.996                     | 93,68        |
| Yoronjima       | Yoron-chō                                                   | 5.115                      | 20,49        |

Auf Amami-Ōshima befindet sich zudem die kreisfreie Stadt Amami, die nicht zum Landkreis zählt.